# Purnusaari (ö i Södra Savolax, Nyslott)
Purnusaari är en ö i Finland. Den ligger i sjön Enonvesi och i kommunen Heinävesi i den ekonomiska regionen  Nyslotts ekonomiska region  och landskapet Södra Savolax, i den sydöstra delen av landet, 300 km nordost om huvudstaden Helsingfors. Öns area är 8 hektar och dess största längd är 0,5 kilometer i öst-västlig riktning.